# Bailliage de Longuyon
Le bailliage de Longuyon est une ancienne entité administrative du duché puis de la province de Bar, qui a existé de 1751 jusqu'en 1789.

## Géographie
Traversé par la Chiers et la Crusnes, ce territoire était délimité au sud par le bailliage d'Étain, à l'est par celui de Villers-la-montagne, au nord par le Luxembourg et à l'ouest par le Verdunois.

## Histoire
Créé par un édit de juin 1751, ce bailliage était régi par la coutume de Saint-Mihiel.
Sur le plan religieux, ce territoire était rattaché au diocèse de Trèves, excepté le village de Nouillon-pont, qui était rattaché au diocèse de Verdun. Son bailli, était à un moment donné le marquis de Sailly.
L'économie de cette zone administrative était représentée par la culture du grain, de la vigne (à Sorbey et à Failly), ainsi que par l'exploitation de mines de fer.

## Composition
Communautés qui étaient dans ce bailliage en 1779 :
- Longuyon, Noërs, Villancy, les censes de Froideux, Fossieux, Dorlon ou Dorlois, Basse-val ou Val-la-basse, la Fontaine-St. Martin, Moncel, Domei et autres dépendances
- Arrancy, les Evrantes et Loppigneux
- Beuveille, la cense de Chépy et la cense-fief de Luxieux
- Les Convers, la cense de Caure et le moulin de Juminel
- Cosne (Ban de), composé de Cosne, Vaux et Varnimont
- Doncourt-lès-Beuveille
- Epiez-en-Voivre et les censes de Manteville & Urbulle
- Grand-Failly
- Petit-Failly
- Fermont
- Flabéville
- Frénois-la-Montagne
- Ham-devant-Pierrepont
- Martigny-sur-Chiers, ci-devant Colmey et les censes de Bouillon & Vachemont
- Montigny-sur-Chiers
- Nouillonpont et la cense de Hoüécourt
- Olliéres
- Othe et les censes le-Valandon & la-Ligny
- Pierrepont-sur-Crune
- St. Pierreviller et la cense de Remenoncourt
- Rouvroy-sur-Ottain et la cense de Bellefontaine
- Sorbey et la cense de Haute-val
- St. Suplet
- Villette
- Vivier (Ban de), composé de Vivier-sur-Chiers, Revémont et Braumont
- Ugny
- Xivry-le-franc
- Xivry-le-petit

## Source
- M. Durival, Description de la Lorraine et du Barrois, tome second, Nancy, 1779.